# Markku Alén
Markku Alén (15 de fevereiro de 1951 em Helsinki) é um ex-piloto de rali e carros de corrida nascido na Finlândia. Detém o título de maior número de vitórias em estágios no Campeonato Mundial de Rali. No entanto, nunca venceu o campeonato, apesar de ter sido durante muitos anos seu piloto mais bem sucedido, com 19 vitórias. Venceu porém a Copa FIA para pilotos em 1978, o precursor ao Campeonato Mundial de pilotos estabelecido em 1979.

## Carreira

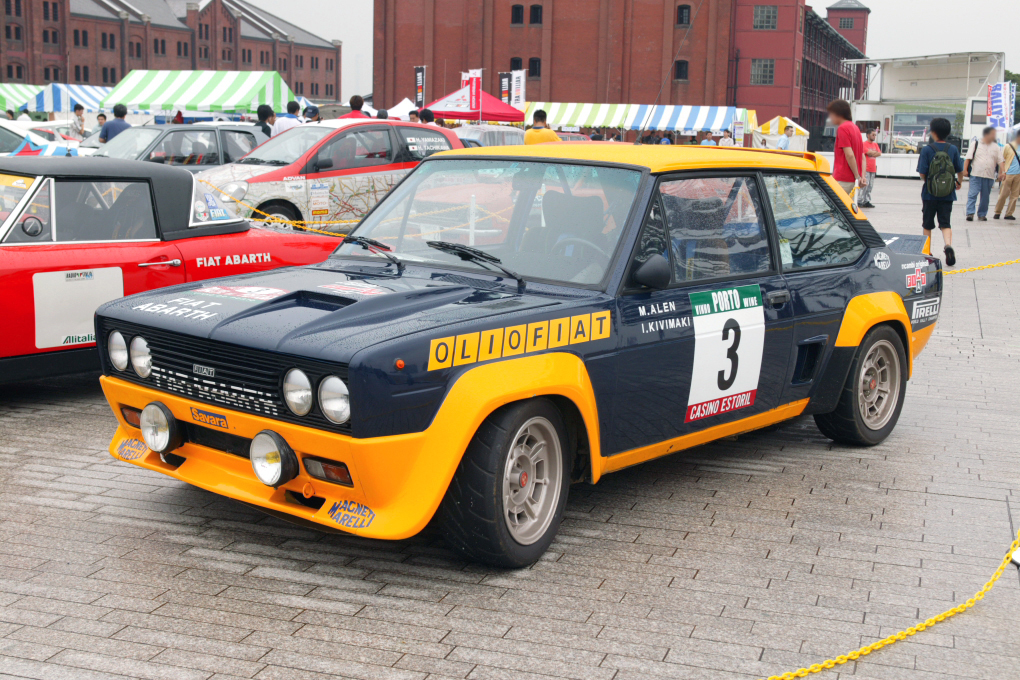
Fiat 131 Abarth de Alén

Alén iniciou sua carreira em Rally em 1969 dirigindo um Renault 8 Gordini, e depois um Volvo 142. Sua primeira prova como profissional foi pela Ford, estabelecendo sua reputação de velocidade no Rally da Grã-Bretanha em 1973 ao terminar em terceiro, apesar de um acidente no primeiro dia tê-lo deixado na última colocação. Em 1974 se transferiu para a Fiat e pilotou carros Fiat e Lancia até 1989. Seu título na Copa FIA em 1978 foi pela equipe Fiat.
Com o final da equipe Fiat, Alén passou a dirigir pela Lancia. Em 1982 estreou o primeiro dos dois modelos homologados no Grupo B da marca, o Lancia 037, um carro com tração traseira que tinha um excelente desempenho nas provas de asfalto. As vitórias de Alén com ele em 1983 ajudou a Lancia a vencer por pouco a Audi e seu carro com tração nas quatro rodas, Audi Quattro no campeonato de construtores. De fato, Alén foi responsável pela última vitória do carro, no Rally da Córsega de 1984, um ano em que a Audi conquistou os dois títulos, antes de ser substituído pelo Lancia Delta S4 com tração nas quatro rodas no último estágio, na Grã-Bretanha, na temporada de 1985. Se tornou o líder não-oficial da equipe com a morte de seu companheiro Henri Toivonen na Córsega no ano seguinte, Alén perdeu por pouco o campeonato de 1986 para Juha Kankkunen e seu Peugeot 205 Turbo 16. No final da temporada, Alén venceu o Rali de San Remo após a exclusão da equipe Peugeot de Kankkunen pelos organizadores por uma tecnicalidade controversa. A Peugeot apelou da exclusão junto à FISA, que foi eventualmente anulou os resultados do rally, tirando de Alén o título do campeonato após tê-lo por apenas onze dias.

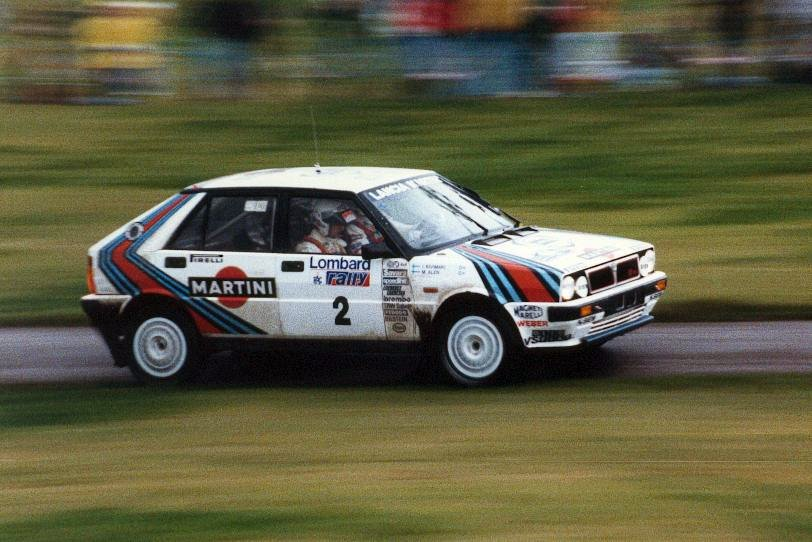
Alén no Rally da Grã-Bretanha de 1987 com o Lancia Delta HF 4WD

Alén permaneceu com a Lancia após o banimento do Grupo B no final de 1986 e se adaptou com sucesso à sua substituta, o Grupo A. Venceu três eventos com o Lancia Delta Integrale na temporada de 1987, mas terminou em terceiro lugar no campeonato de pilotos após capotar seu carro em frente às câmeras no Rally da Grã-Bretanha de 1987. Venceu ainda outros três rallies no ano seguinte, culminando em sua primeira vitória no Rally da Grã-Bretanha, um evento em que competiu por quinze anos. Seria sua última vitória no campeonato mundial.

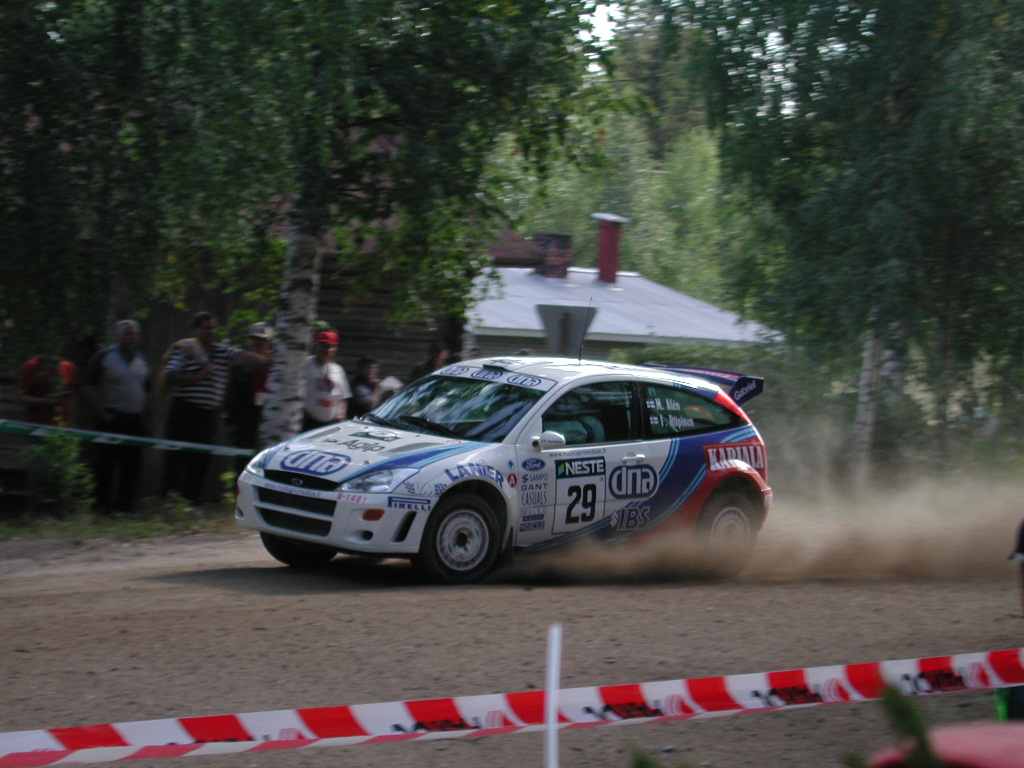
Alén com um Ford Focus WRC no Rali da Finlândia de 2001

Em 1990, Alén se mudou para a então promissora equipe Subaru gerenciada pela Prodrive, a Subaru World Rally Team, e foi responsável por muitos dos primeiros sucessos em rally do Subaru Legacy, incluindo um quarto lugar no Rali da Finlândia do mesmo ano e um terceiro e quarto lugares na temporada seguinte. Em 1992 se transferiu para a equipe Toyota, mas acabou assumindo uma posição secundária frente a Carlos Sainz. Na temporada de 1993 Alén se viu sem uma equipe fixa e dirigiu para Toyota e Subaru no início da temporada, conquistando um segundo lugar para a Toyota no Rally Safari e um quarto lugar para a Subaru em Portugal. Junto ao também veterano e campeão de 1981, Ari Vatanen, dirigiu o Subaru Impreza em seu primeiro evento, o Rali da Finlândia. Infelizmente, Alén bateu no primeiro estágio do evento, marcando o fim de sua carreira competitiva como piloto de rally.
Dirigiu em 1995 duas corridas no International Touring Car Championship pela Alfa Romeo, tendo dirigido antes no mesmo ano o mesmo número de provas na DTM. Competiu também na Trophy Andros em 1996 e 1997.
Para celebrar seu 50º aniversário em 2001, participou no Rali da Finlândia daquele ano, terminando em um respeitável 16º lugar geral com um Ford Focus WRC. Participou do Rali Dakar duas vezes com caminhões. Seu filho, Anton Alén segue seus passos como piloto, cujo pai, Eero Alén foi campeão finlândes em corridas no gelo.

## Vitórias no WRC
| #  | Evento                                 | Temporada | Co-piloto      | Carro                  |
| -- | -------------------------------------- | --------- | -------------- | ---------------------- |
| 1  | 9º Rallye de Portugal Vinho do Porto   | 1975      | Ilkka Kivimäki | Fiat Abarth 124 Rallye |
| 2  | 26th 1000 Lakes Rally                  | 1976      | Ilkka Kivimäki | Fiat Abarth 131 Rallye |
| 3  | 11º Rallye de Portugal Vinho do Porto  | 1977      | Ilkka Kivimäki | Fiat Abarth 131 Rallye |
| 4  | 28th 1000 Lakes Rally                  | 1978      | Ilkka Kivimäki | Fiat Abarth 131 Rallye |
| 5  | 12º Rallye de Portugal Vinho do Porto  | 1978      | Ilkka Kivimäki | Fiat Abarth 131 Rallye |
| 6  | 20º Rallye Sanremo                     | 1978      | Ilkka Kivimäki | Lancia Stratos         |
| 7  | 29th 1000 Lakes Rally                  | 1979      | Ilkka Kivimäki | Fiat Abarth 131 Rallye |
| 8  | 30th 1000 Lakes Rally                  | 1980      | Ilkka Kivimäki | Fiat Abarth 131 Rallye |
| 9  | 15º Rallye de Portugal Vinho do Porto  | 1981      | Ilkka Kivimäki | Fiat Abarth 131 Rallye |
| 10 | 27éme Tour De Corse - Rallye de France | 1983      | Ilkka Kivimäki | Lancia 037             |
| 11 | 25º Rallye Sanremo                     | 1983      | Ilkka Kivimäki | Lancia 037             |
| 12 | 28ème Tour de Corse - Rallye de France | 1984      | Ilkka Kivimäki | Lancia 037             |
| 13 | 21st Olympus Rally                     | 1986      | Ilkka Kivimäki | Lancia Delta S4        |
| 14 | 21º Rallye de Portugal Vinho do Porto  | 1987      | Ilkka Kivimäki | Lancia Delta HF 4WD    |
| 15 | 34rd Acropolis Rally                   | 1987      | Ilkka Kivimäki | Lancia Delta HF 4WD    |
| 16 | 37th 1000 Lakes Rally                  | 1987      | Ilkka Kivimäki | Lancia Delta HF 4WD    |
| 17 | 38th International Swedish Rally       | 1988      | Ilkka Kivimäki | Lancia Delta HF 4WD    |
| 18 | 38th 1000 Lakes Rally                  | 1988      | Ilkka Kivimäki | Lancia Delta Integrale |
| 19 | 37th Lombard RAC Rally                 | 1988      | Ilkka Kivimäki | Lancia Delta Integrale |